# وانگ یینگ (کشتی‌گیر)
وانگ یینگ (انگلیسی: Wang Ying؛ زادهٔ ۱۵ اوت ۱۹۸۳) کشتی‌گیر اهل چین بود. وی در بازی‌های المپیک تابستانی ۲۰۰۸ شرکت کرده‌است.